# Lijst van rivieren in El Salvador

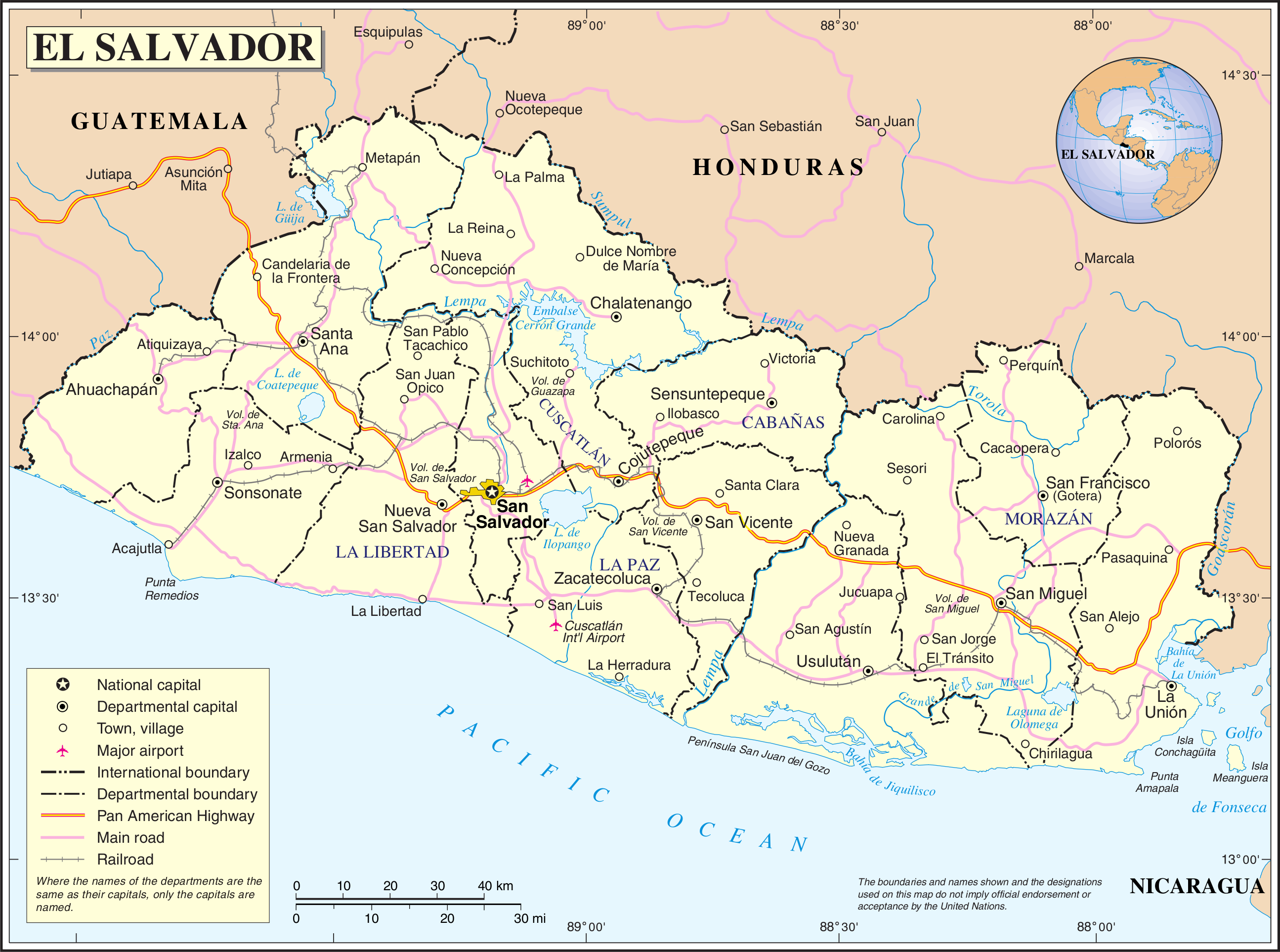
Kaart van El Salvador.

Dit is een lijst van rivieren in El Salvador. El Salvador heeft 58 stroomgebieden die allen in de Stille Oceaan uitmonden. De totale hoeveelheid water die in de Stille Oceaan stroomt is 19 miljoen m³ in een normaal jaar. 
El Salvador bezit ook een aantal endoreïsche bekkens, waarvan de waterstromen in een meer uitmonden. Het belangrijkste endoreïsche bekken in het land is Lago de Coatepeque.

## Rivieren naar drainagebekken
Deze lijst is van noord naar zuid gerangschikt. De opeenvolgende zijrivieren zijn ingesprongen weergegeven onder de naam van elke hoofdrivier.

### Stille Oceaan
- Río Paz
- Cara Sucia
- Copinula
- Sensunapan
- Banderas
- Pululuya
- Comalapa
- Jiboa
- Lempa
  - Torola
  - Sumpul
  - Ostúa
- Jalponga
- El Guayabo
- El Potrero
- El Molino
- Río Grande de San Miguel
- Sirama
- Goascorán